# Valter Hugo Mãe
Valter Hugo Mãe est le pseudonyme (qu'il écrit en bas-de-casse valter hugo mãe) de l'écrivain Valter Hugo Lemos, né à Henrique de Carvalho en Angola le 25 septembre 1971.

## Biographie
Valter Hugo Mãe est un écrivain portugais né dans une ville autrefois appelée Henrique de Carvalho, actuellement Saurimo.
Il a passé son enfance à Paços de Ferreira et en 1980 il part à Vila do Conde. Il est licencié en droit et a effectué un post-grade en littérature portugaise moderne et contemporaine à la faculté de lettres de l'université de Porto.
En 2007, il obtient la reconnaissance publique avec l'attribution du Prix José Saramago. Lors de la remise du prix, José Saramago a considéré le roman o remorso de baltazar serapião comme un vrai tsunami littéraire.
En France, Valter Hugo Mãe est publié aux Éditions Métailié.

### Poésie
- Silencioso corpo de fuga, A Mar Arte, Coimbra, 1996
- O sol pôs-se calmo sem me acordar, A Mar Arte, Coimbra, 1997
- Entorno a casa sobre a cabeça, Silêncio da Gaveta Edições, Vila do Conde, 1999
- Egon schielle auto-retrato de dupla endições, V.N. Famalicão, 2000
- A cobrição das filhas, Quasi Edições, V.N. Famalicão, 2001
- Útero, Quasi Edições, V.N. Famalicão, 2003
- O resto da minha alegria seguido de a remoção das almas, Cadernos do Campo Alegre, Porto, 2003
- Livro de maldições, Objecto Cardíaco, Vila do Conde, 2006
- Pornografia erudita, Edições Cosmorama, Maia, 2007
- Bruno, Littera Libros, Badajoz (Espanha), 2007
- Folclore íntimo, Edições Cosmorama, Maia, 2008
- Contabilidade, Objectiva (Alfaguara), Lisboa, 2010

### Romans
- O nosso reino, Temas e Debates, Lisboa, 2004, réédition Objectiva (Alfaguara), Lisboa, 2011
- O remorso de baltazar serapião,  QuidNovi, Porto, 2006, réédition Objectiva (Alfaguara), Lisboa, 2011
- O apocalipse dos trabalhadores, QuidNovi, Porto, 2008, réédition Objectiva (Alfaguara), Lisboa, 2011
- A máquina de fazer espanhóis, Objectiva (Alfaguara), Lisboa, 2010, Prix Portugal Telecom de Literatura 2012
- O Filho de Mil Homens, Objectiva (Alfaguara), Lisboa, 2011
- A Desumanização, Porto Editora, Porto, 2013

### Littérature jeunesse
- A Verdadeira História dos Pássaros. Booklândia (QuidNovi). Porto: 2009.
- A História do Homem Calado. Booklândia (QuidNovi). Porto: 2009.
- O Rosto. Objectiva (Alfaguara). Lisboa: 2010. (ilustrações de Isabel Lhano)
- As mais belas coisas do mundo. Objectiva (Alfaguara). Lisboa: 2010. (ilustrações de Paulo Sérgio Beju)
- Quatro Tesouros. Objectiva. Lisboa: 2011. (ilustrações de Patrícia Furtado)

### Autres Publications
- O Futuro em Anos-Luz. 100 Anos. 100 Poetas. 100 Poemas. Quasi Edições. V.N. Famalicão: 2001. (antologia poética - selecção e organização)
- Série Poeta. Quasi Edições. V.N. Famalicão: 2001. (antologia poética, dedicada a Júlio/Saúl Dias - selecção e organização)
- A Alma não é Pequena - 100 Poemas Portugueses para sms. Edições Centro Atlântico. V.N. Famalicão: 2003. (antologia poética - selecção e organização, com Jorge Reis-Sá)
- Desfocados Pelo Vento. A Poesia dos Anos 80 Agora. Quasi Edições. V.N. Famalicão: 2004. (antologia poética - selecção e organização)
- Apeadeiro, Revista de Atitudes Literárias - Nº4 / Nº5. Quasi Edições. V.N. Famalicão: 2004. (co-direcção, com Jorge Reis-Sá)
- Afectos e Outros Afectos. Quasi Edições. V.N. Famalicão: 2004. (poesia, com Jorge Reis-Sá e pinturas de Isabel Lhano)
- São Salvador do Mundo. Edições Gailivro (Leya). Amadora: 2008. (turismo, com ilustrações de Rui Effe)
- Contos Policiais. Porto Editora. Porto: 2008. (antologia policial, com organização de Pedro Sena-Lino - conto)
- Rodrigues, José Cunha. À Luz da Kabbalah. Guerra & Paz. Lisboa: 2008. (prefácio)

### Traductions françaises
- L’Apocalypse des travailleurs, Éditions Métailié, 2013
- Le Fils de mille hommes,  Éditions Métailié, 2016
- La Déshumanisation, trad. Danielle Schramm, Éditions Denoël, 2020, 230 pages  (ISBN 978-2-2071-5947-7)

## Musique
- Disco de Cabeceira, Paulo Praça, Som Livre, Oeiras, 2007 (letrista);
- A Geração da Matilha, Mundo Cão (Banda)|Mundo Cão, Cobra, Braga, 2009 (letrista);
- Propaganda Sentimental, Governo (banda)|Governo, Optimus, Lisboa, 2009 (letrista e cantor).
- Animal, Osso Vaidoso, Optimus, Lisboa, 2012 (letrista)
- O Jogo do Mundo, Mundo Cão, 2013 (letrista)

## Prix littéraires
- Prix Almeida Garrett, 1999
- Prix José Saramago, Fundação Círculo de Leitores, Lisboa, 2007
- Grand Prix Portugal Telecom de Littérature, Meilleur livre de l'année, São Paulo, 2012
- Grand Prix Portugal Telecom de Littérature, Meilleur roman de l'année, São Paulo, 2012